# Ujibomben
Ujibomben var en japansk bombmodell som var världens första biologiska massförstörelsevapen. Bomben skapades under andra världskriget av det japanska biologiska vapenprogrammet, som startades 1932 under ledning av generalen Ishii Shiro.

## Konstruktion
Bomberna innehöll pestsmittade loppor och var konstruerade för att detonera 100 meter över marken, så att lopporna skulle spridas över en stor yta. Från början experimenterade man med bomber som hade antingen metall- eller glashöljen. Explosionen som krävdes för att förstöra metallbehållaren tog dock död på de flesta av lopporna också, medan glasbehållarna var alldeles för riskabla att hantera. I slutändan valde man behållare av keramik. Bomben var uppbyggd av ett flertal mindre keramikbehållare med loppor. De omgav en mindre sprängladdning, anpassad för att krossa behållarna utan att döda lopporna. Ursprungligen innehöll bomben även råttor. Deras roll var att fungera som födokälla åt lopporna och väntades inte överleva explosionen. Efter hand insåg man dock att lopporna överlevde även utan dem och råttorna togs bort för att spara vikt.

## Användning
Bomben användes endast eventuellt vid enstaka bombräder över Kina. Därefter återgick man till sin tidigare metod att sprida lopporna med hjälp av flygbesprutning.